# Karl Gröning
Karl Martin August Gröning (* 7. Mai 1897 in Hamburg; † 6. November 1980 ebenda) war ein deutscher Bühnenbildner und Regisseur. Bekannt wurde er zudem als Plakatmaler. Einflussreicher Lehrmeister war Carl Otto Czeschka an der Kunstgewerbeschule Hamburg.

## Leben und Werk

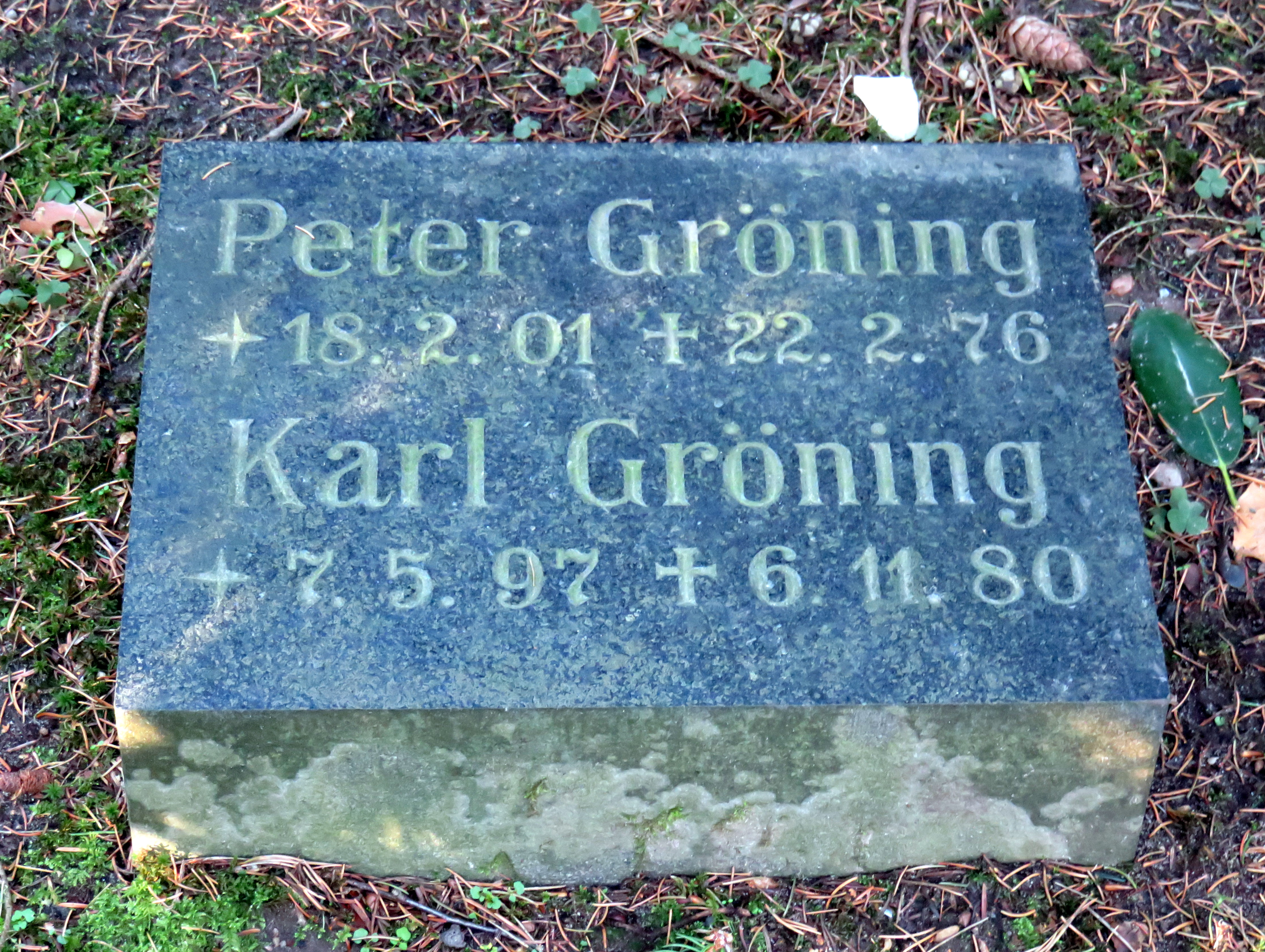
Kissenstein für Karl Gröning, auf dem Friedhof Ohlsdorf

Ab 1917 gestaltete Gröning eigene Bühnenbilder, zunächst in Berlin und Belgrad, bis er 1924 nach Hamburg zurückkehrte. Von 1927 bis 1933 arbeitete er mit Leopold Jessner am Stadttheater Altona, u. a. für die Inszenierungen Peer Gynt und John Gabriel Borkman von Henrik Ibsen, Die Wölfe von Romain Rolland, Gas und Von morgens bis mitternachts von Georg Kaiser, Shakespeares Othello und König Johann, Hauptmanns Die Weber und Rose Bernd, Goethes Egmont sowie Wedekinds Musik.
Ab 1935 wurde Gröning Leiter des Ausstattungswesens am Deutschen Schauspielhaus Hamburg und arbeitete dort mit namhaften Regisseuren zusammen, u. a. Günther Haenel, Karl Wüstenhagen, Hans Schweikart, Jürgen Fehling, Otto Burger, Robert Michal, Albert Lippert, Heinrich Koch und Peter Hamel. Gemeinsame Arbeiten folgten mit Karl-Heinz Stroux, Ulrich Erfurth und Gustaf Gründgens.
Ab 1920 war Karl Gröning mit Margarethe Heesch-Gröning (1901–1976) verehelicht. Der 1921 geborene Sohn Karl Gröning jr. (1921–2003) und dessen Ehefrau Gisela Pferdmenges (1918–1999) arbeiteten ebenfalls als Bühnenbildner und Graphiker. Sie schufen von 1950 bis 1959 rund 350 Umschläge der rororo Taschenbücher (die sogenannten Leinenrücken).
Karl Gröning wurde auf dem Ohlsdorfer Friedhof in Hamburg auf dem Familiengrab Pferdmenges im Planquadrat AD 18 südwestlich der Kapelle 7 beigesetzt.
Der Nachlass der Szenischen Grafik befindet sich in der Theaterwissenschaftlichen Sammlung der Universität zu Köln.

## Auszeichnungen
- 1976: Bundesverdienstkreuz 1. Klasse